# گرده (نمین)
گرده شهری است که در استان اردبیل، شهرستان نمین، بخش مرکزی، دهستان گرده قرار دارد.

## جمعیت
بر اساس سرشماری سال ۱۳۸۵ جمعیت این شهر ۳۷۹ نفر با ۱۰۳ خانوار بوده‌است.